# حجت أباد (غرمسار كرمان)
حجت أباد (بالإنجليزية: Hojjatabad, Jebalbarez-e Jonubi)‏ هي منطقة سكنية تقع في إيران في قسم غرمسار الریفي. يقدر عدد سكانها بـ 12 نسمة .